# Zygoferus pubescens
Zygoferus pubescens är en skalbaggsart som först beskrevs av Gianfranco Sama 1987.  Zygoferus pubescens ingår i släktet Zygoferus och familjen långhorningar. Inga underarter finns listade i Catalogue of Life.